# Fernando Brant
Fernando Rocha Brant (Caldas, 9 de outubro de 1946 – Belo Horizonte, 12 de junho de 2015) foi um compositor e letrista brasileiro. Na década de 1960, na cidade de Belo Horizonte, participou do movimento musical Clube da Esquina, e durante sua carreira foi parceiro de nomes como Milton Nascimento, Lô Borges, Wagner Tiso, Márcio Borges, Nivaldo Ornelas, Toninho Horta, Paulinho Braga e Tavinho Moura.

## Biografia
Fernando Brant nasceu em Caldas, no sul de Minas Gerais. Aos 5 anos se mudou para Diamantina, e aos 10 para a capital mineira Belo Horizonte. Estudou no Grupo Barão do Rio Branco, no Colégio Arnaldo e no Colégio Estadual Central, antes de completar o ensino médio no recém-criado Colégio Técnico da UFMG. Brant tornou-se ávido leitor e cinéfilo, enquanto conhecia seus futuros parceiros musicais Milton Nascimento e Márcio Borges. Estudou Direito como seu pai e trabalhou como jornalista, escrevendo para O Cruzeiro, A Cigarra e outras publicações dos Diários Associados. Sua entrada no ramo musical foi em 1966, quando  Nascimento o convidou para colocar, pela primeira vez, letra em uma melodia. O resultado foi "Travessia", inspirada na obra Grande Sertão: Veredas, de Guimarães Rosa. Em 1967, "Travessia" foi gravada no álbum de mesmo nome de Nascimento, e ganhou o segundo lugar no II Festival Internacional da Canção do Rio de Janeiro.
De lá para cá Brant compôs canções com vários parceiros. O principal foi Milton Nascimento, com quem compôs mais de 200 canções, entre elas “Paisagem da Janela”, "Maria, Maria", "Canção da América", "Ponta de Areia", "Planeta Blue", "Promessas do Sol", "O Vendedor de Sonhos", "Saudade dos Aviões da Panair (Conversando no Bar)", "Encontros e Despedidas", "Nos Bailes da Vida" e "San Vicente". Os temas evocavam em especial a infância do autor, com uma BH tranquila, com a garotada brincando nas ruas. Criou roteiros e letras para balés, teatros e trilhas de filmes nacionais e novelas. Criou com Tavinho Moura o musical brasileiro Fogueira do Divino.
Desde os anos 1980 presidia a União Brasileira de Compositores, atuando na defesa de direitos autorais de músicos. Brant voltou a trabalhar para a imprensa, sendo colunista de cultura do Estado de Minas entre 2001 e 2014.

## Morte
Morreu no dia 12 de junho de 2015, em decorrência de complicações após segunda cirurgia de transplante de fígado.
Em seu velório, muitas personalidades da música e da política estiveram presentes e se pronunciaram. Durante a cerimônia de despedida, seu corpo foi coberto pela bandeira do América Futebol Clube e amigos cantaram versos de Travessia (que começa com os versos "Quando você foi embora fez-se noite em meu viver") e Canção da América ("Amigo é coisa pra se guardar debaixo de sete chaves, dentro do coração").